# Аялон (в'язниця)
Аялон (івр. בית סוהר איילון) — ізраїльська в'язниця.

## Історія
В'язниця «Аялон» знаходиться в районі Рамла — Лод . Була відкрита 1950 року в будівлі «Тіґарт», де раніше розташовувалася британська поліція. Розрахована на 800 ув'язнених з Ізраїлю, має надзвичайно високі умови безпеки.

## Групи ув'язнених
Ув'язнені — засуджені на тривалі терміни ув'язнення за різні злочини. В'язниця має численні комплексами, призначені для груп ув'язнених, такі як комплекс для релігійного життя, комплекс для навчання на релігійному семінарі, комплекс, вільний від наркотиків, і комплекс одиночного утримання.

## Робота з ув'язненими
Колектив працівників різних спеціальностей, яким ввірено тюремний комплекс, веде роботу в декількох напрямках:
Освіта: у в'язниці є великий навчальний центр, до складу якого навчальні класи для здобуття початкової освіти, клас з вивчення комп'ютерів (перший і єдиний в Управлінні в'язниць і виправних установ) і клас з вивчення англійської. Працює система гуртків, що включає художні гуртки, медитацію, спорт, гуртки за сімейною і батьківською тематикою тощо. У комплексах працюють співробітники, відповідальні за виховання, вони проводять семінари. Система освіти орієнтована на розширення знань і розвиток самосвідомості ув'язнених як бази для зміни їхньої поведінки і мислення.
Робота з ув'язненими: ця діяльність дозволяє надавати соціальні послуги на індивідуальному і на груповому рівні. У кожному комплексі є принаймні один соціяльний працівник, який несе відповідальність за надання ув'язненим професійних послуг. Соціяльні працівники займаються специфічними групами ув'язнених з різноманітної тематики, такої, як насильство в сім'ї, боротьба з наркотиками і алкоголем, сексуальні злочини, злочини проти особистості, спроби самогубства. Працівники в'язниці тісно співпрацюють зі співробітниками, відповідальними за роботу з ув'язненими, і з відповідальними за безпеку у в'язниці і в суспільстві.
Зайнятість: у в'язниці є великий центр зайнятості, де працюють цивільні підприємства і підприємства, що належать Управлінню в'язниць і виправних установ. На підприємствах зайнято близько 250 ув'язнених, а ще близько 250 ув'язнених працюють на допоміжних роботах, прибирання та утримання кухні для ув'язнених.
Медичне обслуговування: ув'язненим і співробітникам персоналу надаються такі медичні послуги: терапія, лікування зубів, санітарія і профілактична медицина.

## Персонал
У підрозділі працює близько 300 співробітників різного профілю: для забезпечення безпеки, адміністративної роботи й роботи з ув'язненими. У в'язниці жінки-співробітниці займають різні пости в системі безпеки і контролю за ув'язненими в тюремних комплексах. Добровольці допомагають ув'язненим в різних сферах і є людським мостом, що зв'язує ув'язнених з суспільством.

## Відомі ув'язнені
- Адольф Айхман
- Ігаль Амір